# Élections législatives de 1988 en Maine-et-Loire
Les élections législatives françaises de 1988  se déroulent les 5 et 12 juin 1988. Dans le département de Maine-et-Loire, sept députés sont à élire dans le cadre de sept circonscriptions.

## Élus
| Circonscription | Député sortant        | Parti                 | Parti                 | Député élu ou réélu | Parti | Parti     |
| --------------- | --------------------- | --------------------- | --------------------- | ------------------- | ----- | --------- |
| 1re             | Scrutin proportionnel | Scrutin proportionnel | Scrutin proportionnel | Roselyne Bachelot   |       | RPR       |
| 2e              | Scrutin proportionnel | Scrutin proportionnel | Scrutin proportionnel | Hubert Grimault     |       | UDF (CDS) |
| 3e              | Scrutin proportionnel | Scrutin proportionnel | Scrutin proportionnel | Edmond Alphandéry   |       | UDF (CDS) |
| 4e              | Scrutin proportionnel | Scrutin proportionnel | Scrutin proportionnel | Jean Bégault        |       | UDF (AD)  |
| 5e              | Scrutin proportionnel | Scrutin proportionnel | Scrutin proportionnel | Maurice Ligot       |       | UDF (AD)  |
| 6e              | Scrutin proportionnel | Scrutin proportionnel | Scrutin proportionnel | Hervé de Charette   |       | UDF (PR)  |
| 7e              | Scrutin proportionnel | Scrutin proportionnel | Scrutin proportionnel | Marc Laffineur      |       | UDF (AD)  |

## Positionnement des partis
L'UDF et le RPR se présentent unis sous l'étiquette « Union du Rassemblement et du Centre » tandis que les candidats du Parti socialiste se rangent sous la bannière de la « Majorité présidentielle pour la France unie », slogan de la campagne présidentielle de François Mitterrand.

## Résultats

### Résultats à l'échelle du département
| Parti          | Parti                                    | Premier tour | Premier tour | Second tour | Second tour | Sièges |
| Parti          | Parti                                    | Voix         | %            | Voix        | %           | Sièges |
| -------------- | ---------------------------------------- | ------------ | ------------ | ----------- | ----------- | ------ |
|                | Union pour la démocratie française       | 123 873      | 41,00        | 25 597      | 18,49       | 5      |
|                | Rassemblement pour la République         | 29 765       | 9,85         | 25 779      | 18,62       | 1      |
|                | diss. Union pour la démocratie française | 12 304       | 4,07         | 23 360      | 16,87       | 1      |
|                | Union du Rassemblement et du Centre      | 165 942      | 54,92        | 74 736      | 53,99       | 7      |
|                |                                          |              |              |             |             |        |
|                | Parti socialiste                         | 97 482       | 32,26        | 63 700      | 46,01       | 0      |
|                | La France unie                           | 97 482       | 32,26        | 63 700      | 46,01       | 0      |
|                |                                          |              |              |             |             |        |
|                | Front national                           | 16 915       | 5,60         |             |             | 0      |
|                | Parti communiste français                | 13 647       | 4,52         | 0           |             |        |
|                | Extrême gauche                           | 6 240        | 2,07         | 0           |             |        |
|                | Divers écologiste                        | 1 297        | 0,43         | 0           |             |        |
|                | Extrême droite                           | 321          | 0,11         | 0           |             |        |
|                | Parti ouvrier européen                   | 292          | 0,10         | 0           |             |        |
|                |                                          |              |              |             |             |        |
| Inscrits       | Inscrits                                 | 461 085      | 100,00       | 200 403     | 100,00      | 7      |
| Abstentions    | Abstentions                              | 150 798      | 32,71        | 59 138      | 29,51       |        |
| Votants        | Votants                                  | 310 287      | 67,29        | 141 265     | 70,49       |        |
| Blancs et nuls | Blancs et nuls                           | 8 151        | 2,63         | 2 829       | 2           |        |
| Exprimés       | Exprimés                                 | 302 136      | 97,37        | 138 436     | 98          |        |

### Résultats par circonscription

#### Première circonscription (Angers-Est)
| Candidat       | Candidat                   | Parti          | Premier tour | Premier tour | Second tour | Second tour |  |
| Candidat       | Candidat                   | Parti          | Voix         | %            | Voix        | %           |  |
| -------------- | -------------------------- | -------------- | ------------ | ------------ | ----------- | ----------- |  |
|                | Roselyne Bachelot élue     | RPR (URC)      | 21 000       | 49,04        | 25 779      | 55,78       |  |
|                | Jean-Claude Chupin sortant | PS             | 16 509       | 38,56        | 20 436      | 44,22       |  |
|                | Jean-Jacques Gérardin      | FN             | 2 839        | 6,63         |             |             |  |
|                | Jack Proult                | PCF            | 2 150        | 5,02         |             |             |  |
|                | Yvette Rampillon           | Extrême droite | 321          | 0,75         |             |             |  |
|                |                            |                |              |              |             |             |  |
| Inscrits       | Inscrits                   | Inscrits       | 68 691       | 100,00       | 68 685      | 100,00      |  |
| Abstentions    | Abstentions                | Abstentions    | 24 726       | 36           | 21 532      | 31,35       |  |
| Votants        | Votants                    | Votants        | 43 965       | 64           | 47 153      | 68,65       |  |
| Blancs et nuls | Blancs et nuls             | Blancs et nuls | 1 146        | 2,61         | 938         | 1,99        |  |
| Exprimés       | Exprimés                   | Exprimés       | 42 819       | 97,39        | 46 215      | 98,01       |  |

#### Deuxième circonscription (Angers-Sud)
| Candidat       | Candidat            | Parti           | Premier tour | Premier tour | Second tour | Second tour |  |
| Candidat       | Candidat            | Parti           | Voix         | %            | Voix        | %           |  |
| -------------- | ------------------- | --------------- | ------------ | ------------ | ----------- | ----------- |  |
|                | Hubert Grimault élu | UDF (CDS) (URC) | 21 922       | 48,01        | 25 597      | 53,19       |  |
|                | Françoise Antonini  | PS              | 16 394       | 35,9         | 22 528      | 46,81       |  |
|                | Jean Bertholet      | PCF             | 4 466        | 9,78         |             |             |  |
|                | Roger Thiébault     | FN              | 2 879        | 6,31         |             |             |  |
|                |                     |                 |              |              |             |             |  |
| Inscrits       | Inscrits            | Inscrits        | 70 736       | 100,00       | 70 735      | 100,00      |  |
| Abstentions    | Abstentions         | Abstentions     | 23 958       | 33,87        | 21 556      | 30,47       |  |
| Votants        | Votants             | Votants         | 46 778       | 66,13        | 49 179      | 69,53       |  |
| Blancs et nuls | Blancs et nuls      | Blancs et nuls  | 1 117        | 2,39         | 1 054       | 2,14        |  |
| Exprimés       | Exprimés            | Exprimés        | 45 661       | 97,61        | 48 125      | 97,86       |  |

#### Troisième circonscription (Saumur-Nord)
|                | Edmond Alphandéry sortant réélu | UDF (CDS) (URC)   | 23 851 | 60,54  |  |  |  |
|                | Jacques Percereau sortant       | PS                | 10 708 | 27,18  |  |  |  |
|                | Jean-René Peltier               | FN                | 1 669  | 4,24   |  |  |  |
|                | Édith Pauvert                   | PCF               | 1 582  | 4,02   |  |  |  |
|                | Alain Crémois                   | Divers écologiste | 1 297  | 3,29   |  |  |  |
|                | Christophe Lavernhe             | POE               | 292    | 0,74   |  |  |  |
|                |                                 |                   |        |        |  |  |  |
| Inscrits       | Inscrits                        | Inscrits          | 59 682 | 100,00 |  |  |  |
| Abstentions    | Abstentions                     | Abstentions       | 19 533 | 32,73  |  |  |  |
| Votants        | Votants                         | Votants           | 40 149 | 67,27  |  |  |  |
| Blancs et nuls | Blancs et nuls                  | Blancs et nuls    | 750    | 1,87   |  |  |  |
| Exprimés       | Exprimés                        | Exprimés          | 39 399 | 98,13  |  |  |  |

#### Quatrième circonscription (Saumur-Sud)
|                | Jean Bégault sortant réélu | UDF (AD) (URC) | 27 986 | 64,46  |  |  |  |
|                | Paul Loupias               | PS             | 11 472 | 26,42  |  |  |  |
|                | Marc Lyoen                 | FN             | 2 711  | 6,24   |  |  |  |
|                | Raymond Berthélémie        | PCF            | 1 250  | 2,88   |  |  |  |
|                |                            |                |        |        |  |  |  |
| Inscrits       | Inscrits                   | Inscrits       | 64 990 | 100,00 |  |  |  |
| Abstentions    | Abstentions                | Abstentions    | 20 670 | 31,8   |  |  |  |
| Votants        | Votants                    | Votants        | 44 320 | 68,2   |  |  |  |
| Blancs et nuls | Blancs et nuls             | Blancs et nuls | 901    | 2,03   |  |  |  |
| Exprimés       | Exprimés                   | Exprimés       | 43 419 | 97,97  |  |  |  |

#### Cinquième circonscription (Cholet)
|                | Maurice Ligot sortant réélu | UDF (AD) (URC) | 24 549 | 57,6   |  |  |  |
|                | Émile Coutolleau            | PS             | 13 966 | 32,77  |  |  |  |
|                | Michel Prevost              | FN             | 2 409  | 5,65   |  |  |  |
|                | Jean-Paul Gouraud           | PCF            | 1 697  | 3,98   |  |  |  |
|                |                             |                |        |        |  |  |  |
| Inscrits       | Inscrits                    | Inscrits       | 63 638 | 100,00 |  |  |  |
| Abstentions    | Abstentions                 | Abstentions    | 20 106 | 31,59  |  |  |  |
| Votants        | Votants                     | Votants        | 43 532 | 68,41  |  |  |  |
| Blancs et nuls | Blancs et nuls              | Blancs et nuls | 911    | 2,09   |  |  |  |
| Exprimés       | Exprimés                    | Exprimés       | 42 621 | 97,91  |  |  |  |

#### Sixième circonscription (Angers-Ouest - Beaupréau)
|                | Hervé de Charette sortant réélu | UDF (PR) (URC) | 25 565 | 54,5   |  |  |  |
|                | François Bordier                | PS             | 12 609 | 26,88  |  |  |  |
|                | Roger Baudry                    | FN             | 2 836  | 6,05   |  |  |  |
|                | Marc Gicquel                    | Extrême gauche | 2 540  | 5,41   |  |  |  |
|                | Robert Bailleux                 | Extrême gauche | 1 912  | 4,08   |  |  |  |
|                | Hubert Dupont                   | PCF            | 1 442  | 3,07   |  |  |  |
|                | Jean Saint-Bris                 | diss. RPR      | 3      | 0,01   |  |  |  |
|                |                                 |                |        |        |  |  |  |
| Inscrits       | Inscrits                        | Inscrits       | 72 364 | 100,00 |  |  |  |
| Abstentions    | Abstentions                     | Abstentions    | 22 887 | 31,63  |  |  |  |
| Votants        | Votants                         | Votants        | 49 477 | 68,37  |  |  |  |
| Blancs et nuls | Blancs et nuls                  | Blancs et nuls | 2 570  | 5,19   |  |  |  |
| Exprimés       | Exprimés                        | Exprimés       | 46 907 | 94,81  |  |  |  |

#### Sixième circonscription (Angers - Segré)
| Candidat       | Candidat            | Parti          | Premier tour | Premier tour | Second tour | Second tour |  |
| Candidat       | Candidat            | Parti          | Voix         | %            | Voix        | %           |  |
| -------------- | ------------------- | -------------- | ------------ | ------------ | ----------- | ----------- |  |
|                | Daniel Dupuis       | PS             | 15 824       | 38,31        | 20 736      | 47,02       |  |
|                | Marc Laffineur élu  | diss. UDF      | 12 304       | 29,78        | 23 360      | 52,98       |  |
|                | René la Combe       | RPR (URC)      | 8 762        | 21,21        | Retrait     | Retrait     |  |
|                | Christian Chenu     | Extrême gauche | 1 788        | 4,33         |             |             |  |
|                | Jean-Léon Rochefort | FN             | 1 572        | 3,81         |             |             |  |
|                | Pierre Le Floch     | PCF            | 1 060        | 2,57         |             |             |  |
|                |                     |                |              |              |             |             |  |
| Inscrits       | Inscrits            | Inscrits       | 60 984       | 100,00       | 60 983      | 100,00      |  |
| Abstentions    | Abstentions         | Abstentions    | 18 918       | 31,02        | 16 050      | 26,32       |  |
| Votants        | Votants             | Votants        | 42 066       | 68,98        | 44 933      | 73,68       |  |
| Blancs et nuls | Blancs et nuls      | Blancs et nuls | 756          | 1,8          | 837         | 1,86        |  |
| Exprimés       | Exprimés            | Exprimés       | 41 310       | 98,2         | 44 096      | 98,14       |  |